# OpenOffice.org

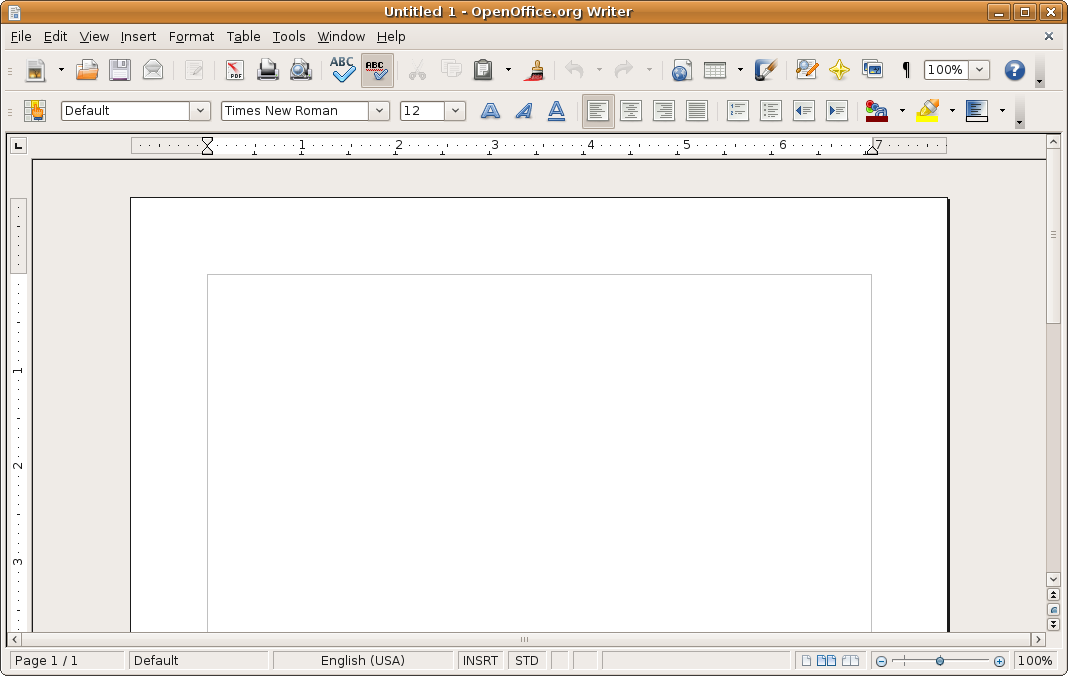
OpenOffice.org Writer

OpenOffice.org Writer 2.0.4 giao diện tiếng Việt chạy trên Hacao Linux, đang sửa đổi một tài liệu Microsoft Word tiếng Việt

OpenOffice.org (OOo) hay gọi tắt là OpenOffice là bộ trình ứng dụng văn phòng miễn phí, mã nguồn mở được xây dựng trên phiên bản StarOffice mã nguồn mở của Sun Microsystems. OpenOffice có thể chạy trên các hệ điều hành Windows (đòi hỏi phải có Java Runtime Environment), MacOS, Solaris và Linux. Phiên bản mới nhất của OpenOffice cho phép đọc/ghi các định dạng file của Microsoft Office khá hoàn hảo.
Các thành phần cơ bản của OOo:
- Writer (trình soạn thảo văn bản có tính năng tương tự như Microsoft Word)
- Calc (trình bảng tính tương tự như Microsoft Excel)
- Draw (trình đồ họa cơ bản, tương tự Microsoft Visio)
- Impress (trình soạn thảo trình diễn, tương tự PowerPoint)
- Base (trình quản trị cơ sở dữ liệu, tương tự Microsoft Access)
- Math (trình viết công thức toán, tương tự Microsoft Equation Editor)
- Bộ văn phòng StarOffice Cơ Bản.

Thông tin về giao diện tiếng Việt của OpenOffice.org có tại vi.openoffice.org.

## Thay thế
Vào ngày 28 tháng 9 năm 2010, một số thành viên của Dự án OpenOffice.org thành lập một nhóm mới với tên gọi The Document Foundation và công bố một nhánh mới của OpenOffice.org với gọi là LibreOffice. Lý do ra đời LibreOffice vì các thành viên của dự án lo sợ rằng Oracle Corporation, sau khi mua lại Sun Microsystems (hãng tài trợ trước đây của dự án OpenOffice.org) sẽ ngưng việc phát triển OpenOffice.org như họ đã làm với OpenSolaris.